# Savages (Soulfly)
Savages is het negende album van de Amerikaanse metalband Soulfly. Het album is uitgebracht in 2013. Met  Enslaved sloeg Soulfly een groove-/deathmetal-georiënteerde richting in die ook wordt doorgezet op Savages. Hierbij is het tempo wel sterk omlaag gehaald, en daarmee de intensiteit ook. Daarentegen is de productie van dit album wel veel zwaarder dan alles wat aan het album voorafgaat, waardoor het album toch duidelijk rond deathmetal blijft hangen.
Enslaved was het eerste en tevens het laatste album waar David Kinkade de drummer was. Op Savages is Max Cavalera's zoon Zyon aangesteld als drummer, wat resulteerde in een simpeler en langzamer geluid dan Enslaved.

## Tracks
1. "Bloodshed"
2. "Cannibal Holocaust "
3. "Fallen"
4. "Ayatollah of Rock 'n' Rolla"
5. "Master of Savagery "
6. "Spiral"
7. "This Is Violence"
8. "K.C.S."
9. "El Comegente"
10. "Soulfliktion "

## Bezetting van de band tijdens opname
- Max Cavalera
- Tony Campos
- Zyon Cavalera
- Marc Rizzo